# Facundo Torres
Facundo Daniel Torres Pérez, noto semplicemente come Facundo Torres (Montevideo, 13 aprile 2000), è un calciatore uruguaiano, attaccante del Palmeiras e della nazionale uruguaiana.

## Caratteristiche tecniche
È un attaccante molto tecnico che predilige agire dietro un centravanti, sia come esterno sia come seconda punta.

## Carriera

### Club
Cresciuto nel settore giovanile del Peñarol, ha esordito in prima squadra il 16 agosto 2020 in occasione dell'incontro di Primera División Profesional vinto 2-0 contro il Boston River, sbloccato proprio grazie ad una sua rete al 51'.

### Nazionale
Nel 2017 è stato convocato dalla nazionale Under-17 uruguaiana per disputare il campionato sudamericano ed il mondiale di categoria.
Il 3 giugno 2021 esordisce in nazionale maggiore nel pareggio per 0-0 contro il Paraguay.
Il 20 giugno 2023 realizza il suo primo gol per la Celeste in occasione dell'amichevole vinta 2-0 contro Cuba.

## Statistiche

### Presenze e reti nei club
Statistiche aggiornate al 1º dicembre 2024.
| Stagione            | Squadra             | Campionato          | Campionato | Campionato | Coppe nazionali | Coppe nazionali | Coppe nazionali | Coppe continentali | Coppe continentali | Coppe continentali | Altre coppe | Altre coppe | Altre coppe | Totale | Totale |
| Stagione            | Squadra             | Comp                | Pres       | Reti       | Comp            | Pres            | Reti            | Comp               | Pres               | Reti               | Comp        | Pres        | Reti        | Pres   | Reti   |
| ------------------- | ------------------- | ------------------- | ---------- | ---------- | --------------- | --------------- | --------------- | ------------------ | ------------------ | ------------------ | ----------- | ----------- | ----------- | ------ | ------ |
| 2020                | Peñarol             | PD                  | 32         | 5          | -               | -               | -               | CL+CS              | 4+2                | 1+0                | -           | -           | -           | 38     | 6      |
| 2021                | Peñarol             | PD                  | 19+1       | 5+1        | -               | -               | -               | CS                 | 13                 | 4                  | -           | -           | -           | 33     | 10     |
| Totale Peñarol      | Totale Peñarol      | Totale Peñarol      | 51+1       | 10+1       |                 | -               | -               |                    | 19                 | 5                  |             | -           | -           | 71     | 16     |
| 2022                | Orlando City        | MLS                 | 33+1       | 9          | USOC            | 6               | 4               | -                  | -                  | -                  | -           | -           | -           | 40     | 13     |
| 2023                | Orlando City        | MLS                 | 30+3       | 14         | USOC            | 1               | 0               | CCL                | 2                  | 0                  | LC          | 3           | 0           | 39     | 14     |
| 2024                | Orlando City        | MLS                 | 32+5       | 14+2       | USOC            | 0               | 0               | CCC                | 4                  | 3                  | LC          | 3           | 1           | 44     | 20     |
| Totale Orlando City | Totale Orlando City | Totale Orlando City | 95+9       | 37+2       |                 | 7               | 4               |                    | 6                  | 3                  |             | 6           | 1           | 123    | 47     |
| Totale carriera     | Totale carriera     | Totale carriera     | 156        | 50         |                 | 7               | 4               |                    | 25                 | 8                  |             | 6           | 1           | 194    | 63     |

### Cronologia presenze e reti in nazionale
| Cronologia completa delle presenze e delle reti in nazionale ― Uruguay | Cronologia completa delle presenze e delle reti in nazionale ― Uruguay | Cronologia completa delle presenze e delle reti in nazionale ― Uruguay | Cronologia completa delle presenze e delle reti in nazionale ― Uruguay | Cronologia completa delle presenze e delle reti in nazionale ― Uruguay | Cronologia completa delle presenze e delle reti in nazionale ― Uruguay | Cronologia completa delle presenze e delle reti in nazionale ― Uruguay | Cronologia completa delle presenze e delle reti in nazionale ― Uruguay |
| Data                                                                   | Città                                                                  | In casa                                                                | Risultato                                                              | Ospiti                                                                 | Competizione                                                           | Reti                                                                   | Note                                                                   |
| ---------------------------------------------------------------------- | ---------------------------------------------------------------------- | ---------------------------------------------------------------------- | ---------------------------------------------------------------------- | ---------------------------------------------------------------------- | ---------------------------------------------------------------------- | ---------------------------------------------------------------------- | ---------------------------------------------------------------------- |
| 3-6-2021                                                               | Montevideo                                                             | Uruguay                                                                | 0 – 0                                                                  | Paraguay                                                               | Qual. Mondiali 2022                                                    | -                                                                      | 66’                                                                    |
| 8-6-2021                                                               | Caracas                                                                | Venezuela                                                              | 0 – 0                                                                  | Uruguay                                                                | Qual. Mondiali 2022                                                    | -                                                                      | 69’                                                                    |
| 18-6-2021                                                              | Brasilia                                                               | Argentina                                                              | 1 – 0                                                                  | Uruguay                                                                | Coppa America 2021 - 1º turno                                          | -                                                                      | 70’                                                                    |
| 21-6-2021                                                              | Cuiabá                                                                 | Uruguay                                                                | 1 – 1                                                                  | Cile                                                                   | Coppa America 2021 - 1º turno                                          | -                                                                      | 60’                                                                    |
| 24-6-2021                                                              | Cuiabá                                                                 | Bolivia                                                                | 0 – 2                                                                  | Uruguay                                                                | Coppa America 2021 - 1º turno                                          | -                                                                      | 73’                                                                    |
| 28-6-2021                                                              | Rio de Janeiro                                                         | Uruguay                                                                | 1 – 0                                                                  | Paraguay                                                               | Coppa America 2021 - 1º turno                                          | -                                                                      | 46’                                                                    |
| 3-7-2021                                                               | Brasilia                                                               | Uruguay                                                                | 0 – 0 dts (2 – 4 dtr)                                                  | Colombia                                                               | Coppa America 2021 - Quarti di finale                                  | -                                                                      | 68’                                                                    |
| 14-10-2021                                                             | Manaus                                                                 | Brasile                                                                | 4 – 1                                                                  | Uruguay                                                                | Qual. Mondiali 2022                                                    | -                                                                      | 65’                                                                    |
| 12-11-2021                                                             | Montevideo                                                             | Uruguay                                                                | 0 – 1                                                                  | Argentina                                                              | Qual. Mondiali 2022                                                    | -                                                                      | 64’                                                                    |
| 16-11-2021                                                             | La Paz                                                                 | Bolivia                                                                | 3 – 0                                                                  | Uruguay                                                                | Qual. Mondiali 2022                                                    | -                                                                      |                                                                        |
| 24-3-2023                                                              | Tokyo                                                                  | Giappone                                                               | 1 – 1                                                                  | Uruguay                                                                | Amichevole                                                             | -                                                                      | 68’                                                                    |
| 28-3-2023                                                              | Seul                                                                   | Corea del Sud                                                          | 1 – 2                                                                  | Uruguay                                                                | Amichevole                                                             | -                                                                      | 61’                                                                    |
| 20-6-2023                                                              | Montevideo                                                             | Uruguay                                                                | 2 – 0                                                                  | Cuba                                                                   | Amichevole                                                             | 1                                                                      |                                                                        |
| 12-9-2023                                                              | Quito                                                                  | Ecuador                                                                | 2 – 1                                                                  | Uruguay                                                                | Qual. Mondiali 2026                                                    | -                                                                      | 70’                                                                    |
| 21-11-2023                                                             | Montevideo                                                             | Uruguay                                                                | 3 – 0                                                                  | Bolivia                                                                | Qual. Mondiali 2026                                                    | -                                                                      | 77’                                                                    |
| 5-6-2024                                                               | Denver                                                                 | Messico                                                                | 0 – 4                                                                  | Uruguay                                                                | Amichevole                                                             | -                                                                      | 69’                                                                    |
| 6-9-2024                                                               | Montevideo                                                             | Uruguay                                                                | 0 – 0                                                                  | Paraguay                                                               | Qual. Mondiali 2026                                                    | -                                                                      | 80’                                                                    |
| 10-9-2024                                                              | Maturín                                                                | Venezuela                                                              | 0 – 0                                                                  | Uruguay                                                                | Qual. Mondiali 2026                                                    | -                                                                      | 46’ 88’                                                                |
| Totale                                                                 |                                                                        | Presenze                                                               | 18                                                                     |                                                                        | Reti                                                                   | 1                                                                      |                                                                        |

## Palmarès

### Club

#### Competizioni nazionali
- Campionato uruguaiano: 1

Peñarol: 2021
- Lamar Hunt U.S. Open Cup: 1

Orlando City: 2022